# سون سوک کو
سون سوک کو (کره‌ای: 손석구؛ زادهٔ ۱۷ فوریه ۱۹۸۳) بازیگر اهل کره جنوبی زیر نظر اس‌بی‌دی انترتینمنت است. او در مجموعه‌های تلویزیونی کره جنوبی مانند آشوب زن و شوهری (۲۰۱۸) و بازمانده برگزیده: ۶۰ روز (۲۰۱۹)، دی.پی. (۲۰۲۱) و خاطرات رهایی من (۲۰۲۲) ایفای نقش کرده‌است.

## فیلم‌شناسی

### فیلم
| سال  | عنوان                  | عنوان کره‌ای         | نقش            | توضیحات         | منابع             |
| ---- | ---------------------- | ------------------- | -------------- | --------------- | ----------------- |
| ۲۰۱۴ | بی‌گناهی اسکارلت        | 마담 뺑덕           | ملازم کازینو ۲ |                 |                   |
|      | Mildfever              | 미열                |                |                 | [ ۲ ]             |
| ۲۰۱۶ | سنگ سیاه               | 블랙스톤            |                |                 |                   |
| ۲۰۱۷ | ازدواج                 | 결혼식              | سونگ هون       | فیلم کوتاه      |                   |
| ۲۰۱۹ | واحد تصادف و فرار      | 뺑반                | کی ته هو       |                 | [ ۳ ]             |
| ۲۰۱۹ | دختر شیم‌چونگ           | 소녀심청            | پزشک           |                 |                   |
| ۲۰۲۱ | رابطه عاشقانه بدون عشق | 연애 빠진 로맨스    | وو ری          |                 | [ ۴ ] [ ۵ ]       |
| ۲۰۲۱ | آن فریمد – Rebroadcast | 언프레임드 – 재방송 | کارگردان، متن  | فیلم کوتاه واچا | [ ۶ ] [ ۷ ] [ ۸ ] |
| ۲۰۲۲ | قانون شکنان ۲          | 범죄도시 ۲          | کانگ هه سانگ   |                 |                   |
| ن/م  | ویروس                  | 바이러스            | نام سو پیل     |                 |                   |
| ن/م  | رویاها                 | 드림즈              | دونگ ووک       |                 |                   |